# Plateau van Lotharingen
Het Plateau van Lotharingen is een plateau in het uiterste zuiden van België. Het plateau ligt in zijn geheel in de provincie Luxemburg op een hoogte van tussen de 200 en 400 meter. 
De naam van het plateau verwijst naar Lotharingen.